# 列维·库勒修
列夫·弗拉基米罗维奇·库里肖夫（羅馬化：Lev Vladimirovich Kuleshov；1899年1月13日—1970年3月29日），苏联电影导演、电影理论家。1916年开始研究电影蒙太奇，进行了影响电影蒙太奇理论的「库里肖夫实验」，提出「库里肖夫效应」。1919年参与建立了世界上第一个电影学院莫斯科电影学院，以及建立「库里肖夫集体」教学工作室，培养了诸多电影导演和演员。执导影片《死光》（Луч смерти）、《遵守法律》（По закону）、《铁木儿的誓言》（Клятва Тимура）、《我们从乌拉尔来》（Мы с Урала）等，著书《电影导演实践》、《电影导演基础》和《镜头与蒙太奇》等。

## 生平
库里肖夫于1899年1月13日生于俄罗斯帝国坦波夫，後进入莫斯科绘画雕塑建筑学校学习。1916年踏进电影界，在汉荣科夫电影制片厂（Van Kanjonkov Studio）任美工师，同年开始研究电影蒙太奇理论，并于20世纪10到20年代进行了著名的库里肖夫实验，提出了影响後世蒙太奇理论的「库里肖夫效应」。他很可能是俄罗斯最早的电影理论家。
1918年开始执导，拍摄电影《工程师普赖特的方案》（ПроектинженераПрайта）。1919年，参与建立了全球第一个电影学院俄罗斯电影学院，并在学校中建立了「库里肖夫集体」教学工作室，培养了В.И.普多夫金、愛森斯坦、Б.В.巴尔涅特和А.С.霍赫洛娃（列维·库勒修之妻）等著名电影导演及演员。
1917年到1922年俄罗斯内战期间，库里肖夫投入到新闻片的拍摄工作中。20世纪20年代开始，苏联进入社会主义建设高潮期，电影理论和实践也在同时火热进行，形成苏联的「蒙太奇电影学派」，库里肖夫是其中一员。
1970年3月29日，库里肖夫逝世于莫斯科。

### 获得成就
- 苏联人民艺术家（1969年）
- 列寧勳章
- 劳动红旗勋章（1944年4月14日）

## 执导影片
| 年份 | 中文片名                       | 俄文片名                                                   | 英文片名                                                               |
| 1918 | 工程师普赖特的方案             | Проект инженера Прайта                                     | The Project of Engineer Prite                                          |
| 1919 | 一首未完成的爱情歌曲           | Песнь любви недопетая                                      | An Unfinished Love Song                                                |
| 1920 | 红色正前方（短片，原片丢失）   | На красном фронте                                          | On the Red Front                                                       |
| 1924 | 西方先生在布尔什维克国家的奇遇 | Необычайные приключения мистера Веста в стране большевиков | The Extraordinary Adventures of Mr. West in the Land of the Bolsheviks |
| 1925 | 死光                           | Луч смерти                                                 | The Death Ray                                                          |
| 1926 | 10006号列车                    | Паровоз No. 10006                                          | Locomotive No. 10006                                                   |
| 1926 | 遵守法律                       | По закону                                                  | By the Law                                                             |
| 1927 | 您的朋友（新闻片）             | Ваша знакомая (Журналистка)                                | Your Acquaintance                                                      |
| 1929 | 风流金丝雀                     | Веселая канарейка                                          | The Merry Canary                                                       |
| 1929 | Two-Buldi-Two                  | Два-бульди-два                                             | Two-Buldi-Two                                                          |
| 1931 | 四十颗心                       | Сорок сердец                                               | Forty Hearts                                                           |
| 1932 | 地平线                         | Горизонт                                                   | The Horizon                                                            |
| 1933 | 伟大的慰问者                   | Великий утешитель                                          | The Great Consoler                                                     |
| 1934 | Dokhunda                       | Дохунда                                                    | Dokhunda                                                               |
| 1940 | 西伯利亚人                     | Сибиряки                                                   | The Siberians                                                          |
| 1941 | 射入火山                       | Случай в вулкане                                           | Incident on a Volcano                                                  |
| 1942 | 铁木儿的誓言                   | Клятва Тимура                                              | Timour's Oath                                                          |
| 1943 | 我们从乌拉尔来                 | Мы с Урала                                                 | We from the Urals                                                      |

## 理论著作
主要著作包括：
- 《电影导演实践》（1935）
- 《电影导演基础》（1941）
- 《镜头与蒙太奇》（1962）
- 《电影艺术（我的经验）》(1929)
- 《电影中的排练方法》（1935）

## 備注
1. ↑  又译列维·库勒修、列弗·库里肖夫、列維·庫勒雪夫、列夫·庫利紹夫等